# Ormosia pseudosimilis
Ormosia pseudosimilis är en tvåvingeart som först beskrevs av Lundstrom 1912.  Ormosia pseudosimilis ingår i släktet Ormosia och familjen småharkrankar. Arten är reproducerande i Sverige. Inga underarter finns listade i Catalogue of Life.